# Рада кантонів Швейцарії
Рада кантонів (нім. Ständerat, неофіційно Stöckli; фр. Conseil des États; італ. Consiglio degli Stati; ромш. Cussegl dals Stadis) — верхня палата двопалатного парламенту Швейцарії, що складається з 46 членів. Заснована відповідно до Федеральної конституції 1848 року, вона представляє кантони Швейцарії, тоді як нижня Національна рада представляє швейцарське населення.
Термін повноважень Ради кантонів становить 4 роки. Останні вибори відбулися 23 жовтня 2023 року.

## Виборча система

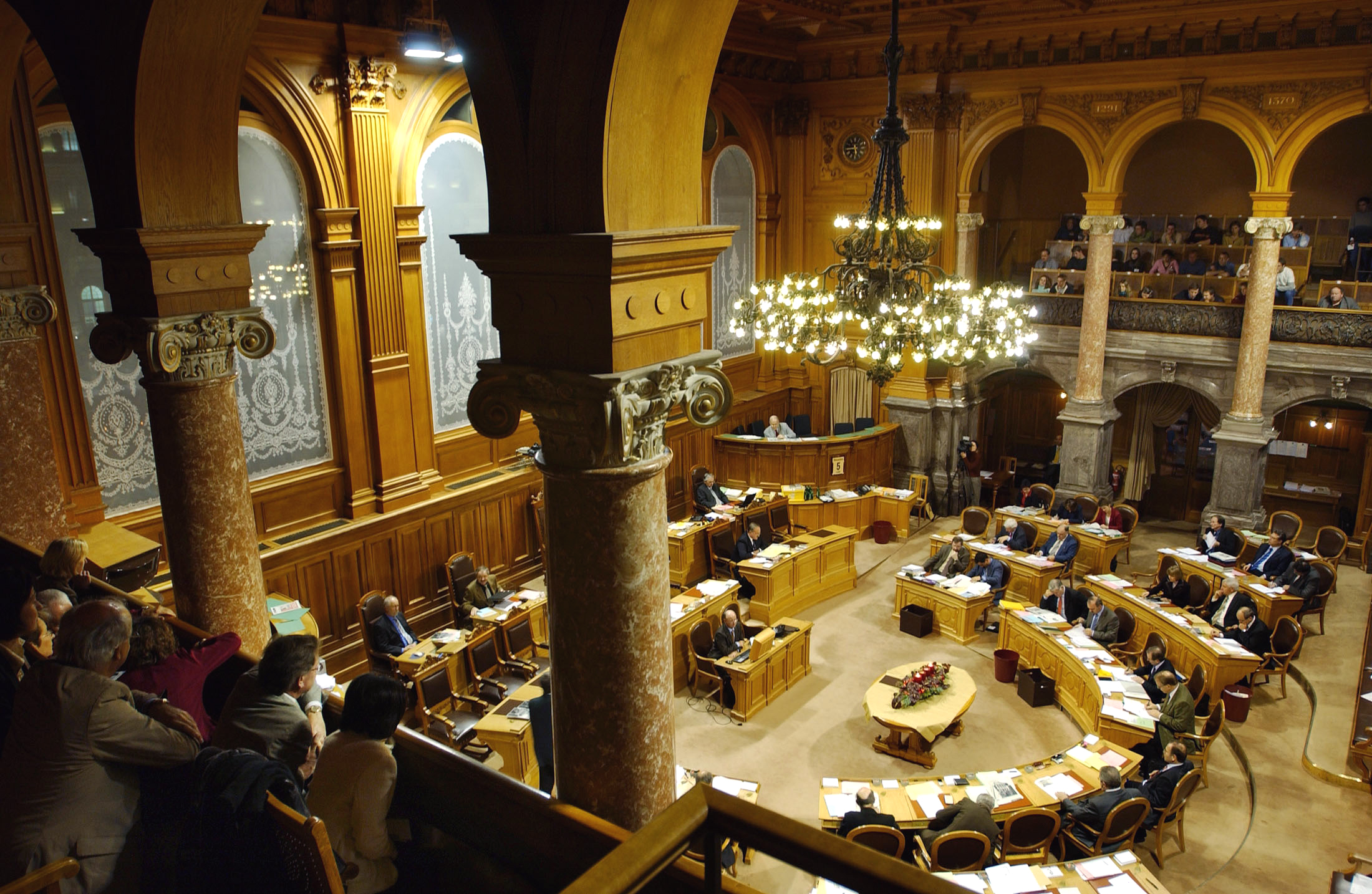
Вигляд Ради кантонів із глядацької трибуни

Кожен кантон самостійно визначає власну виборчу систему. Лише Невшатель і Юра послуговуються пропорційною системою, тоді як усі інші кантони застосовують різні форми мажоритарної системи. Необхідна більшість розраховується на основі дійсних бюлетенів (зазвичай 50 %, як у Люцерні, Обвальдені, Нідвальдені, Цугу, Фрібурі, Базель-Штадті, Базель-Ланді, Аппенцелль-Ауссерродені, Санкт-Галлені, Тургау, Тічино, Во, Вале та Женеві). Інший підхід полягає в обчисленні більшості як частки від загального числа голосів, відданих за всіх кандидатів (25 %). Через те, що багато бюлетенів містять лише одну позначку, інші графи лишаються порожніми, цей метод знижує необхідний мінімум для перемоги.
Існує також низка особливостей щодо поводження з незаповненими бюлетенями або голосами та недійсними бюлетенями, які можуть бути включені або не включені до підрахунку більшості. Умови участі у другому турі також відрізняються. У деяких кантонах кандидати, які не набрали певного відсотка голосів, автоматично вибувають, тоді як в інших кантонах допускається заміна кандидатів. Другий тур відбувається через три-п'ять тижнів після першого туру, залежно від кантональних правил. У деяких кантонах підраховуються розпорошені голоси (за кандидатів поза офіційним списком), тоді як в інших визнаються лише голоси, подані за кандидатів, чиї імена були офіційно подані.
Майже у всіх кантонах вибори зазвичай проводяться одночасно з виборами до Національної ради. У кантоні Аппенцелль-Іннерроден вибори проводяться на півроку раніше, в останню неділю квітня (або першу неділю травня, якщо Великдень припадає на останню неділю квітня) шляхом підняття рук на ландсгемайнді. До початку 2000-х років кантон Обвальден проводив вибори на півтора року раніше, а кантони Граубюнден і Цуг — на рік раніше: перший приєднався до практики інших кантонів у 2003 році, другий — у 2007 році, а третій — у 2011 році..

## Особливості
Раду кантонів традиційно називають «палатою роздумів», яка шукає компроміси. Її обранці старші та досвідченіші за депутатів Національної ради, тому їх нерідко йменують «мудрецями». У цій палаті суттєво менше жінок, ніж у нижній. Кожен член Ради кантонів входить до трьох-чотирьох комітетів, що більше, ніж у Національній раді, та означає вищий обсяг роботи.
На відміну від Національної ради, тут немає обмежень на час виступу або на кількість виступів. Крім того, промовці залишаються на своїх місцях, а синхронний переклад їхніх виступів не здійснюється. Неписаним правилом є те, що новообрані депутати не виступають на своїй першій сесії.
До грудня 2013 року голосування відбувалося шляхом підняття рук і не публікувалося поіменно. З 2014 по 2021 рік поіменно публікуються лише деякі результати голосувань (голосування в цілому, остаточні голосування, голосування кваліфікованою більшістю або на вимогу десяти членів). Лише в грудні 2021 року було запроваджено повну прозорість усіх поіменних голосувань.
У Раді кантонів діє дрес-код: чоловіки мають з'являтися в костюмі з краваткою або метеликом.

## Організація
- Президент Ради кантонів;
- Перший віцепрезидент Ради кантонів;
- Другий віцепрезидент Ради кантонів;
- Бюро, складається з президента, віцепрезидентів, 4 підраховувачів голосів і по одному члену фракції[19];
- Секретаріат.

## Склад

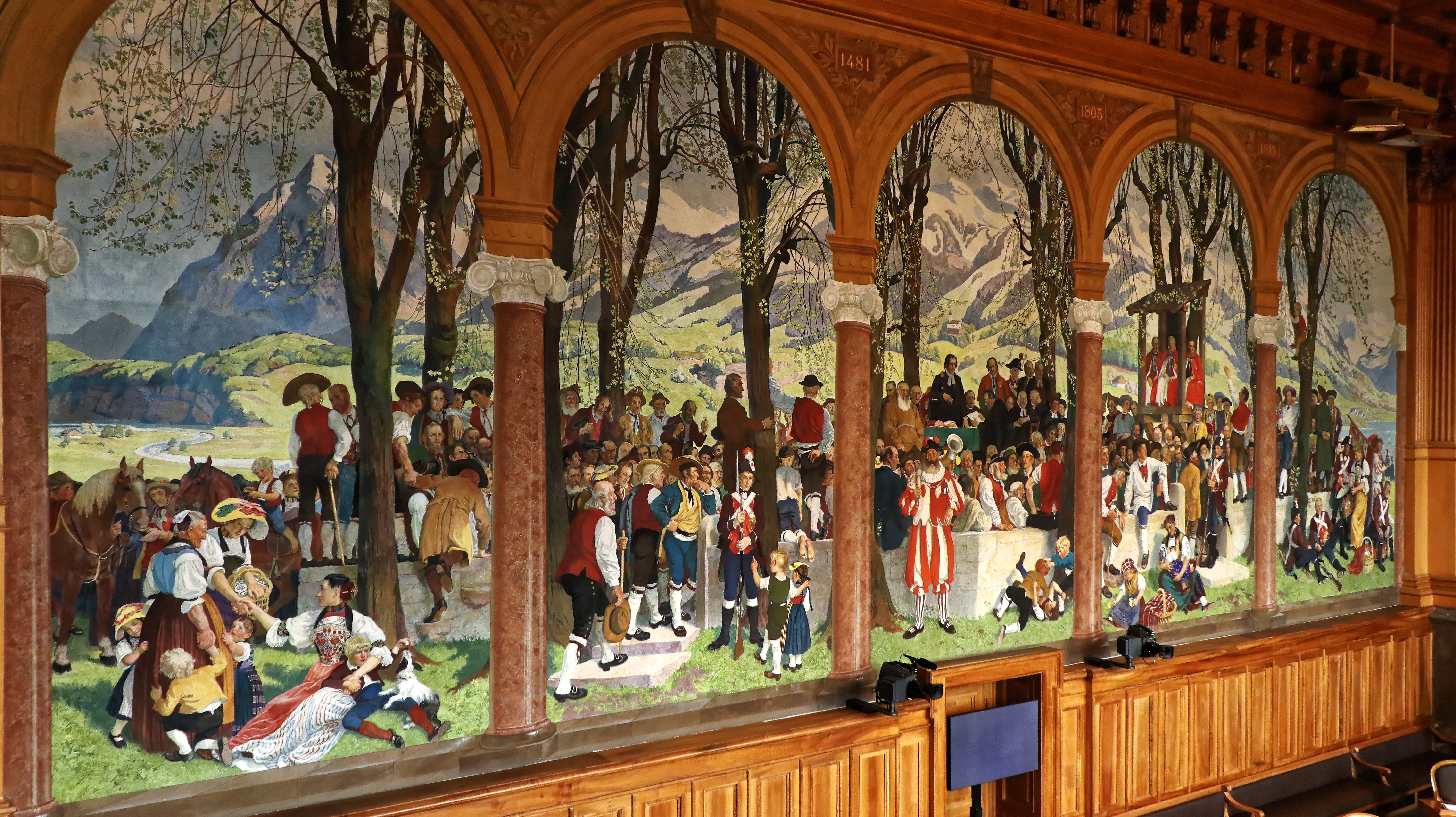
Картина Ландсгемайнде в залі Ради кантонів

Кожен кантон делегує до Ради двох радників (для зручності їх також називають сенаторами, але конституційний термін — «депутат»). До створення кантону Юра Рада кантонів налічувала 44 члени, а з 1979 року — 46. Рада кантонів, створена за кшталтом Сенату США, має ті ж повноваження, що й Національна рада. Тому її схвалення має важливе значення для прийняття федерального законодавства. Колишні напівкантони мають лише по одному місцю (Обвальден, Нідвальден, Базель-Штадт, Базель-Ланд, Аппенцелль-Ауссерроден та Аппенцелль-Іннерроден). Кантон Цюрих, де станом на 2023 рік проживає 1,15 млн швейцарських громадян, обирає двох членів Ради кантонів, як і Урі, де проживає 32 000 осіб.
Політичний склад Ради кантонів суттєво відрізняється від Національної ради. Соціал-демократична партія і Швейцарська народна партія історично недостатньо представлені, тоді як дві правоцентристські партії (Центр і ВДП. Ліберали) представлені надмірно та мають переважну більшість. Однак на виборах 2007 року кількість депутатів від ВДП зменшилася, а до палати увійшли Зелені та Зелені ліберали.

### Розподіл місць за партіями
| Партія | Партія                                                                     | Ідеологія                             | 2003 | 2007 | 2011 | 2015 | 2019 | 2023 |
| ------ | -------------------------------------------------------------------------- | ------------------------------------- | ---- | ---- | ---- | ---- | ---- | ---- |
|        | Центр (об'єднання ХДНП з КДП у 2021)                                       | християнська демократія/правоцентризм | –    | –    | –    | –    | 13   | 15   |
|        | Християнсько-демократична народна партія (об'єднана в партію Центр у 2021) | християнська демократія/правоцентризм | 15   | 15   | 13   | 13   | –    | –    |
|        | Вільна демократична партія. Ліберали                                       | лібералізм/радикалізм                 | 14   | 12   | 11   | 13   | 12   | 11   |
|        | Соціал-демократична партія                                                 | соціал-демократія                     | 9    | 9    | 11   | 12   | 9    | 9    |
|        | Швейцарська народна партія                                                 | консерватизм/лібералізм/націоналізм   | 8    | 7    | 5    | 5    | 6    | 6    |
|        | Партія зелених                                                             | зелена політика/прогресивізм          | 0    | 2    | 2    | 1    | 5    | 3    |
|        | Різні праві                                                                | консерватизм                          | 0    | 0    | 1    | 1    | 1    | 1    |
|        | Консервативно-демократична партія (об'єднана в партію Центр у 2021)        | лібералізм/консерватизм               | –    | –    | 1    | 1    | –    | –    |
|        | Зелена ліберальна партія                                                   | екологізм/лібералізм                  | –    | 1    | 2    | 0    | 0    | 1    |